# Андреев, Александр Степанович
Александр Степанович Андреев (1829, Ярославль, Российская империя—после 1905, Вятка) — российский архитектор, автор многочисленных зданий в Вятской губернии.

## Биография
Первоначальное образование получил в ярославском благородном пансионе. В 1845 году поступил в Петербургское строительное училище, которое окончил 1851 году в звании архитекторского помощника и чином XII класса. В 1875 году удостоен звания инженер-архитектора. В Вятке служил в должности архитекторского помощника (1851—1857), начальника искусственного стола (1857—1859), епархиального архитектора (1859), архитектора для производства работ (1860—1865), младшего архитектора Вятской губернской строительной и дорожной комиссии (1865—1867), вятского губернского архитектора (1868—1884), вятского губернского инженера (1876—1894). Член-корреспондент Петербургского общества архитекторов (с 1883 года). Вышел в отставку в 1894 году.